# Lesley Turner
Pour les articles homonymes, voir Turner.
Lesley Rosemary Turner  (née le 16 août 1942 à Trangie, Nouvelle-Galles du Sud) est une joueuse de tennis australienne, active de la fin des années 1950 jusqu'à la fin des années 1970. Elle est également connue sous son nom d'épouse, Lesley Turner-Bowrey.
Elle a notamment remporté le tournoi de Roland Garros à deux reprises en simple, en 1963 et 1965, et onze autres titres en double dames et double mixte dans les tournois du Grand Chelem.
Elle est membre du International Tennis Hall of Fame depuis 1997.